# Посольство Тенсьо
Посольство Тенсьо (яп. 天正遣欧使節, てんしょうけんおうしせつ, тенсьо кен'о сісецу, «посольство  років Тенсьо до Європи»; 1582 — 1590) — посольство самурайських володарів-християн Омури Сумітади, Отомо Йосісіґе та Аріми Харунобу до Папи Римського Григорія XIII. Перша офіційна дипломатична місія японців, що була відправлена до Європи.

## Короткі відомості
Посольство було організоване трьома володарями острова Кюсю, що прийняли християнство — Омурою Сумітадою, Отомо Йосісіґе та Арімою Харунобу. Ініціатором відправлення був єзуїтський місіонер Алессандро Валіньяно.
Посольство вирушило з Наґасакі до Риму 20 лютого 1582 року, щоб зустрітися з Папою Римським Григорієм XIII. Воно складалося з 4 юних послів: Іто Мартина (Іто Мансьо), Тідзіви Михаїла (Тітідзава Мігель), Накаури Юліана (Накаура Дзюріан) та Хари Мартіна (Хара Мартіно), та 8 осіб супроводу, включно з місіонерами. 
1584 року японські посланці побували у Лісабоні та Мадриді, а наступного року відвали Венецію. 1 березня 1585 року посольство дісталося Риму і зустрілося із Папою, який дуже приязно його прийняв. Усі посли отримали римське громадянство. 
Через місяць японці полишили Рим і в квітні 1586 року вирушили з Лісабону додому. 
Посольство повернулося до Наґасакі 21 липня 1590 року. На той час в Японії Омура Сумітада й Отомо Йосісада вже померли, а в країні існувала заборона, видана Тойотомі Хідейосі, на проповідування християнства. На початку 17 століття усі 4 посли, за винятком Тідзіви, загинули мученицькою смертю.